# Форенца
Форѐнца (на италиански: Forenza, на местен диалект Fërènzë, Фъренцъ) е село и община в Южна Италия, провинция Потенца, регион Базиликата. Разположено е на 836 m надморска височина. Населението на общината е 2161 души (към 2012 г.).

## История
Форенца е известна от древността под името Форентум (на латински: Forentum), като първоначално е самнитски град. През 317 пр.н.е. римският консул Гай Юний Бубулк Брут превзема Форентум. През средата на VI век древният град е разрушен.